# Distrito de Tielt
El Distrito de Tielt (en neerlandés: Arrondissement Tielt; en francés: Arrondissement de Tielt) es uno de los ocho distritos de la Provincia de Flandes Occidental, Bélgica. 

## Historia
El distrito de Tielt fue creado en 1818 y originalmente comprendía los cantones de Ruiselede y Tielt, anteriormente pertenecientes al Distrito de Brujas, y el cantón de Meulebeke, anteriormente perteneciente al distrito de Cortrique. En 1823, desapareció el distrito de Torhout y gran parte de sus municipios pasaron a formar parte del distrito de Tielt.
El municipio de Ardooie se incorporó en 1977.

## Lista de municipios
- Ardooie
- Dentergem
- Meulebeke
- Oostrozebeke
- Pittem
- Ruiselede
- Tielt
- Wielsbeke
- Wingene

- Datos: Q91445